# SM U-8

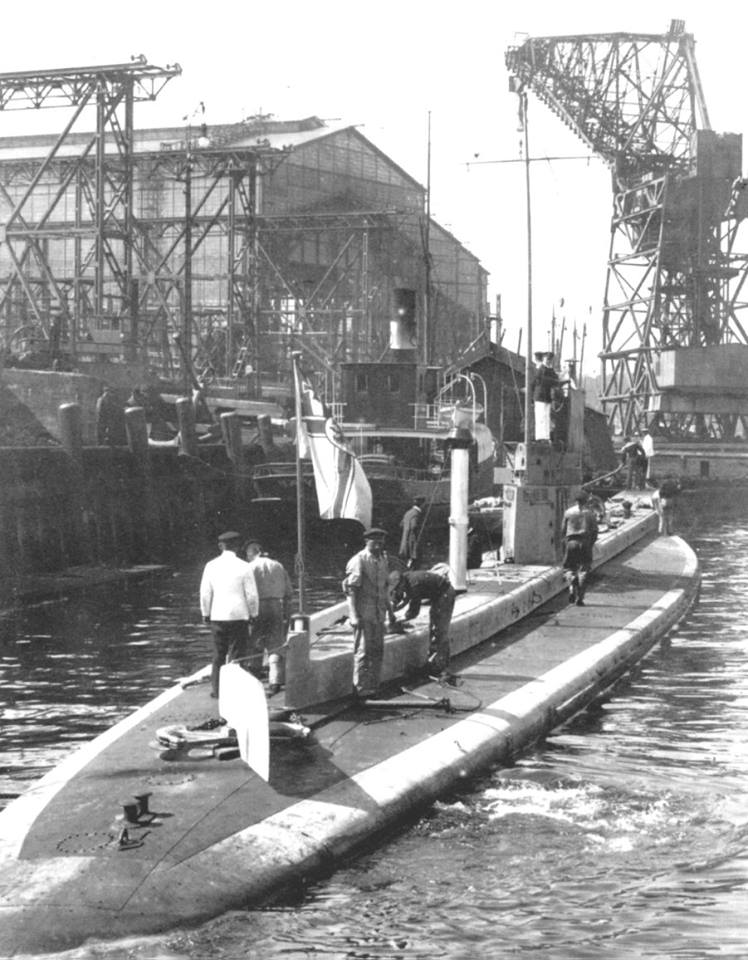
Observe a parte superior do leme no convés

O SM U-8 foi um submarino que serviu na Marinha Imperial Alemã durante a Primeira Guerra Mundial, tendo participado da Primeira Batalha do Atlântico.
Preso em redes, foi forçado a ir à superfície e afundado sob tiros do HMS Gurkha  e do HMS Maori, no Canal da Mancha. Em junho de 2015, a hélice do submarino, que havia sido ilegalmente removida do local onde houve o naufrágio, foi recuperada e entregue à Marinha alemã e será exibida no Laboe Naval Memorial perto de Kiel.
Em julho de 2016, o naufrágio da U-8 foi oficialmente designado como um siítio protegido.